# Andrej Fašánek
Andrej Fašánek (ur. 1 grudnia 1979) – słowacki zapaśnik walczący w stylu wolnym. Olimpijczyk z Sydney 2000, gdzie zajął szesnaste miejsce w kategorii 58 kg.
Trzykrotny uczestnik mistrzostw świata; ósmy w 1999. Czwarty na mistrzostwach Europy w 2000 i 2001 roku.
- Turniej w Sydney 2000

Przegrał z Ri Yong-samem z Korei Północnej i Gruzinem Davidem Pogosianem.